# Roberto Juan Straneck
Roberto Juan Straneck (19 de diciembre de 1946-21 de octubre de 2022) fue un ornitólogo argentino. Pionero de la bioacústica, sus trabajos sobre los sonidos de aves y anfibios de Argentina se consideran obras fundacionales y de referencia para el conocimiento de las vocalizaciones de estos animales.

## Biografía
Fue Jefe del Laboratorio de Sonidos Naturales creado en 1981 y dependiente de la División Etología del Museo Argentino de Ciencias Naturales Bernardino Rivadavia (MACN).

## Trabajos

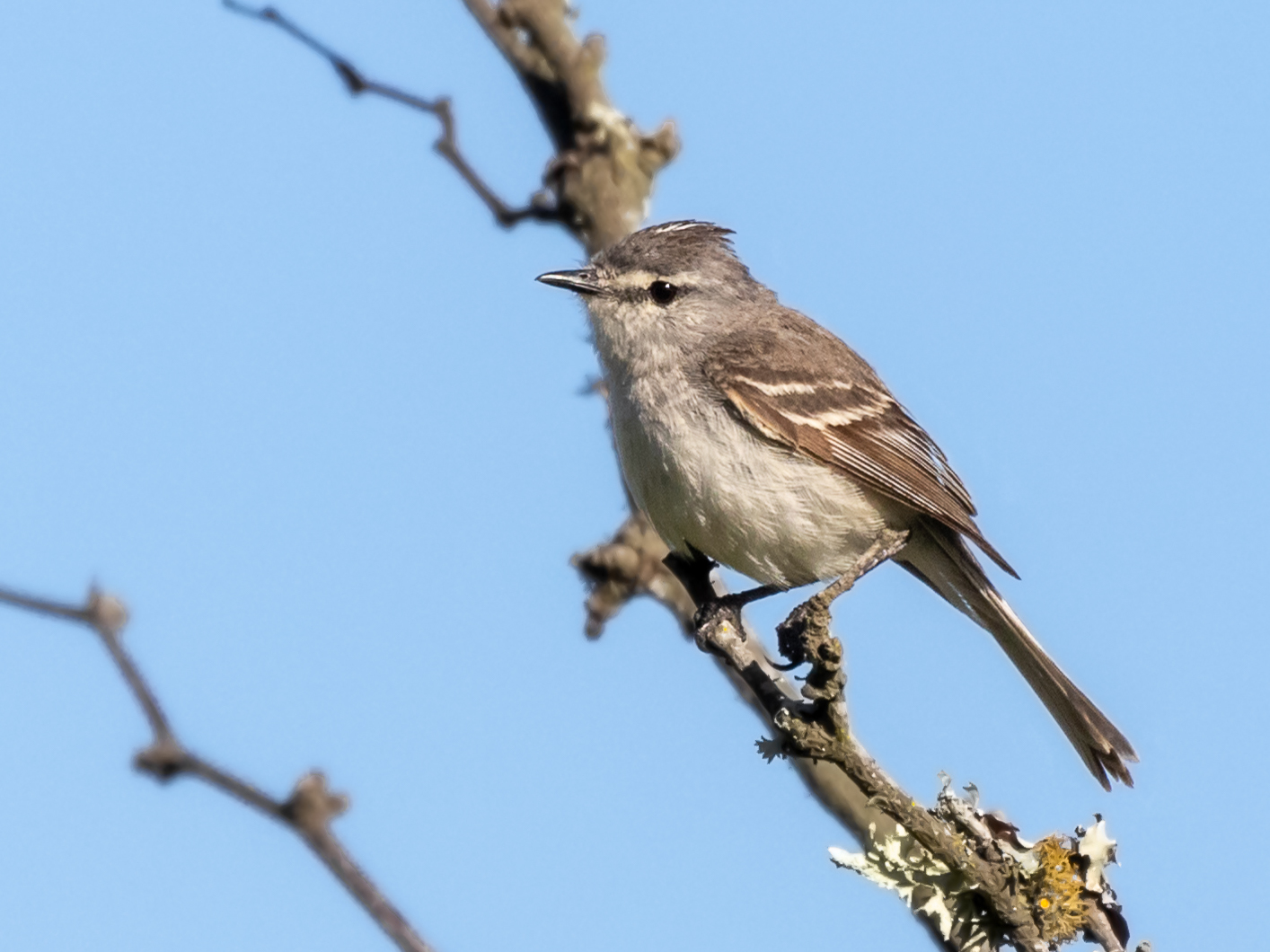
Piojito de Straneck

En su trayectoria profesional publicó numerosas contribuciones a la sistemática, distribución y biología de las aves de Argentina; entre ellas, la descripción del ave canora Serpophaga griseicapilla, conocida actualmente como «piojito de cabeza gris» o «piojito de Straneck».

##### Trabajos originales (selección)
- Straneck, RJ (1990) Canto de las aves de las serranías centrales. LOLA, Buenos Aires
- Straneck, RJ (1990) Canto de las aves del Noroeste. Selva y Puna. LOLA, Buenos Aires
- Straneck, RJ (1990) Canto de las aves de los esteros y palmares. LOLA, Buenos Aires
- Straneck, RJ (1990) Canto de las aves de Misiones I. LOLA, Buenos Aires
- Straneck, RJ (1990) Canto de las aves de Misiones II. LOLA, Buenos Aires
- Straneck, RJ (1990) Canto de las aves pampeanas I. LOLA, Buenos Aires
- Straneck, RJ (1990) Canto de las aves pampeanas II. LOLA, Buenos Aires
- Straneck, RJ (1990) Canto de las aves patagónicas. Mar–Meseta–Bosques. LOLA, Buenos Aires
- Straneck, R.J.; Carrizo, G.; Olmedo, E. (1999). Catálogo De Voces De Anfibios Argentinos. Editorial: L.O.L.A. (Literature of Latin America).  ISBN 10: 9509725048 ISBN 13: 9789509725041
- Straneck, R.J. (1999). Nuevas localidades para aves de la Argentina. Revista del Museo Argentino de Ciencias Naturales nueva serie, 1(2), 173-180.